# Danutė Bekintienė
Danutė Bekintienė (* 27. Februar 1944 in Puvočiai, Rajongemeinde Varėna) ist eine litauische konservative Politikerin, ehemaliges Seimas-Mitglied.

## Leben
Sie absolvierte die Grundschule in Puvočiai bei Varėna und lernte in der Mittelschule Marcinkonys. Danach absolvierte sie die 1. Jugendarbeitsmittelschule Vilnius und 1967 das Diplomstudium der Biologie und Chemie an der Fakultät für Naturwissenschaften der Vilniaus valstybinis universitetas. Von 1967 bis 1969 arbeitete sie an der Kristijonas-Donelaitis-Mittelschule in Kybartai (Rajongemeinde Vilkaviškis). Von 1997 bis 2004 leitete sie den Amtsbezirk Karoliniškės der Stadtverwaltung Vilnius. Von 2000 bis 2003 war sie Mitglied im Stadtrat Vilnius und von 2004 bis 2012 Mitglied im Seimas. Seit November 2016 ist sie wieder Mitglied im Rat der Stadtgemeinde Vilnius.
Seit 1993 ist sie Mitglied der Tėvynės sąjunga (Lietuvos konservatoriai).